# Plodopitomnik
Plodopitomnik - Плодопитомник (rus) - és un khútor de la República d'Adiguèsia, a Rússia. Es troba a 12 km a l'oest de Koixekhabl i a 42 km al nord-est de Maikop, la capital de la república. Pertany al municipi de Drujba.